# Un monstre amagat
"Un monstre amagat" (títol original en anglès "The Devil in the Dark") és el vint-i-cinquè episodi de la primera temporada de la sèrie de televisió de ciència-ficció estatunidenca Star Trek. Escrit per Gene L. Coon i dirigit per Joseph Pevney, l'episodi es va emetre per primera vegada el 9 de març de 1967.
En aquest episodi, l'Enterprise és cridada per investigar les morts en una instal·lació minera planetària. Spock i Kirk van a una missió a la instal·lació, que els portarà a enfrontar-se a una criatura subterrània mortal.
Aquest episodi marca la primera aparició de l'eslògan del Doctor McCoy, "Sóc un metge, no un ..."

## Argument
L'USS Enterprise arriba a la colònia minera de pergium al planeta Janus VI per ajudar-los a fer front a una criatura desconeguda. que ha matat 50 miners i enginyers i ha destruït equips amb una substància corrosiva forta. El Capità Kirk, Spock i McCoy es reuneixen amb el supervisor de la mina, l'enginyer en cap Vanderberg. Durant la sessió informativa, l'atenció de Spock es crida sobre un nòdul de silici a l'escriptori de Vanderberg, que Vanderberg descarta com una raresa geològica. Se'ls avisa d'un problema al reactor nuclear de la colònia, i troben el seu guàrdia mort i que han robat la bomba de circulació principal. La peça fa temps que ha quedat fora de producció, de manera que no hi ha recanvis disponibles. L’enginyer en cap Scott hi elabora un substitut, però falla poc després, i fa que es trobi la part que falta i es reinstal·li abans que el reactor es torni supercrític en 10 hores o es tanqui manualment, cosa que sufocaria els miners.
Kirk i el seu equip de seguretat busquen la criatura. Spock, sospitant que pot ser una forma de vida basada en silici, modifica els seus fasers per ser més efectius contra el silici. Es troben amb la criatura, que té l'aspecte de la roca fosa, i li disparen, trencant-ne un tros. La criatura fuig excavant a través d'una paret de roca. Spock analitza el fragment, la composició del qual s'assembla a l'asbest fibrós. Dedueix que excava a través de la roca sòlida secretant la mateixa substància corrosiva que ha matat els miners. Spock ajusta el seu tricorder per buscar vida basada en silici i confirma que la criatura és l'única forma de vida d'aquest tipus durant quilòmetres.
Kirk i Spock es troben amb una cambra que conté milers de nòduls de silici. La criatura provoca un enfonsament que separa Kirk de Spock. Tot i que Spock insta a Kirk a matar-lo, Kirk observa que la criatura es retira cada vegada que hi apunta el seu faser. Spock troba un camí per evitar l'enfonsament i s'uneix a Kirk. Intenta una fusion mental amb la criatura, però percep un dolor petit però intens. La criatura, després d'haver adquirit una mica de coneixement del llenguatge humà a partir de la fusió, grava l'ambigu missatge "NO MATAR JO" en una roca. En establir contacte físic amb la criatura, Spock estableix una ment més profunda. S'assabenta que la criatura s'anomena Horta i que la seva espècie desapareix completament cada 50.000 anys, llevat d'un individu que segueix viu per protegir els ous, que són els nòduls de silici. A mesura que desclouen els ous dels nòduls, l'Horta adulta soltera actua com a mare protectora per a la propera generació. Tot i que està a punt de morir a causa de la seva ferida, l'Horta es comunica a través de Spock, dient-los la ubicació de la bomba robada. Allà Kirk també descobreix milers d'ous trencats que van ser destruïts pels miners com a sense valor.
Els miners arriben i intenten atacar la criatura. Kirk i Spock els detenen, explicant que només protegia els seus ous quan mata humans. El Dr. McCoy tracta amb èxit la ferida d'Horta amb un ciment a base de silici que s'utilitza normalment per construir refugis d'emergència. Els miners temen la possibilitat de milers d'Horta, però Kirk els convenç que els Horta són pacífics i que podrien col·laborar amb els miners fent túnels per a ells.
Kirk, Spock i McCoy tornen a l'Enterprise, es preparen per sortir de l'òrbita i aprenen per Vanderberg que els ous han eclosionat i que els nous Horta ja han descobert riques venes de pèrgium i altres metalls valuosos.

## Repartiment i doblatge al català
La sèrie va ser doblada al català pels estudis Tecni-3 (primera part) i Diálogo (segona part) i emesa a TV3 l’any 1989. Els dobladors de l'episodi foren:
| Personatge                | Actor/actriu     | Veu en català                      |
| ------------------------- | ---------------- | ---------------------------------- |
| James T. Kirk             | William Shatner  | Jordi Boixaderas                   |
| Spock                     | Leonard Nimoy    | Isidre Sola i Llop                 |
| Montgomery Scott 'Scotty' | James Doohan     | Joan Carles Gustems Domènec Farell |
| Hikaru Sulu               | George Takei     | Jaume Nadal Enric Cusí             |
| Nyota Uhura               | Nichelle Nichols | Glòria Roig Azucena Díaz           |
| Vanderbergh               | Ken Lynch        | Claudi Garcia                      |
| Horta                     | Janos Prohaska   | --                                 |
| Schmitter                 | Biff Elliot      | Albert Díaz                        |
| Sam                       | Robert Roy       | Jordi Campillo                     |
| Appel                     | Brad Weston      | Quim Roca                          |
| Tinent Leslie             | Eddie Paskey     | Enric Isasi-Isasmendi              |

## Producció
L'Horta va ser interpretat pel doble i acròbata Janos Prohaska, que també va dissenyar el vestit. A Prohaska se li va prometre que si creava alguna cosa prou bona, els productors llogarien el vestit i pagarien a Prohaska perquè interpretés el paper. El guionista de l’episodi Gene Coon estava convençut de l'eficàcia del vestit després d'una demostració improvisada de Prohaska als estudis.
William Shatner diu que aquest és el seu episodi preferit de la sèrie. El seu pare va morir durant el rodatge, però Shatner va insistir a continuar amb la producció i es va sentir més a prop del repartiment i de l'equip per ajudar-lo a superar el moment difícil.
Aquest episodi també marca la primera aparició de l'eslògan del Doctor McCoy, "Sóc un metge, no un ...!" En aquest cas, la frase és: "Sóc metge, no paleta!", va dir McCoy quan Kirk li ordena que curi l'Horta.
L'actor Barry Russo interpreta el cap de seguretat Giotto, a qui se'l coneix diverses vegades com el "Tinent. Comandant", però l'uniforme que porta porta la insígnia d'un "Comandant" complet.
El nom d'Horta prové d'un editor musical i d'efectes de so molt conegut en aquell moment anomenat Sam Horta. Sam va obrir més tard una instal·lació d'edició de so a Burbank anomenada "Horta Editorial". La seva filla Eileen va continuar seguint els seus passos i va exercir com a presidenta de Motion Picture Sound Editors, M.P.S. E.

## Enllaç aKolchak: The Night Stalker
El final de la sèrie de la Universal Television Kolchak: The Night Stalker, titulat "The Sentry" (1975), pren la seva trama directament d'aquest episodi.

## Recepció

### Repartiment
William Shatner va escriure a les seves memòries que "Un monstre amagat" era el seu episodi original favorit de Star Trek. Va pensar que era "emocionant, intel·ligent i estimulant, contenia tots els ingredients que formaven els nostres millors Star Trek. Al documental 50 Years of Star Trek, Leonard Nimoy també va anomenar "Un monstre amagat" com un "episodi interessant", afirmant "Vaig pensar [que] era un episodi meravellós sobre la por al desconegut, com tenim por i fins i tot odiem alguna cosa que fem". No en saps res, descobreix qui és el teu enemic i no ho és, potser llavors ja no és el teu enemic."

### Crítica
El 2009, Zack Handlen de The A.V. Club va donar a l'episodi una qualificació 'A', descrivint-lo com un clàssic i assenyalant els papers ben escrits de Kirk, Spock i McCoy. El 2012, The A.V. Club va classificar aquest episodi com un dels deu episodis "que cal veure" de la sèrie original. El 2017, Business Insider va classificar "Un monstre amagat" com el quart millor episodi de la sèrie original.
El 2012, Christian Science Monitor va classificar aquest com el vuitè millor episodi de l'original Star Trek.
El 2013, la revista W.I.R.E.D. va classificar aquest episodi com un dels deu episodis més subestimats de la sèrie de televisió original.
El 2015, la Biblioteca Pública de Nova York va valorar aquest episodi com la quarta millor escena de Spock del programa.
El 2015, Tor.com el va anomenar "un dels grans episodis" de Star Trek.
El 2016, Vox va classificar aquest entre els 25è episodis essencials de tot Star Trek.
El 2016, Empire va classificar "Un monstre amagat" en segon lloc dels 50 millors episodis de tots Star Trek.
El 2017, Business Insider va classificar "Un monstre amagat" com el quart millor episodi de la sèrie original.
El 2018, Collider va classificar aquest episodi com el 10è millor episodi de sèrie original.
El 2018, PopMatters va classificar aquest com el millor episodi número u de la sèrie original.